# Badminton bei den BRICS Games
Badminton stand bei den BRICS Games erstmals im Jahr 2024 bei der ersten offiziellen Auflage der BRICS Games im Programm der Spiele. Die inoffiziellen Austragungen davor fanden ohne Badminton statt.

## Austragungen
| Jahr | Austragungsort | Land     | Datum |
| ---- | -------------- | -------- | ----- |
| 2024 | Kasan          | Russland | 2024  |

## Sieger
| Jahr | Herreneinzel  | Dameneinzel           | Herrendoppel                    | Damendoppel                           | Mixed                         |
| ---- | ------------- | --------------------- | ------------------------------- | ------------------------------------- | ----------------------------- |
| 2024 | Sergey Sirant | Jewgenija Kossezskaja | Artur Petschenkin Gleb Stepakow | Alina Davletova Jewgenija Kossezskaja | Gleb Stepakow Alina Davletova |